# Wikipedia in arabo egiziano
La Wikipedia in arabo egiziano (in arabo ويكيبيديا مصرى‎?, wykybydya mṣry), spesso abbreviata in arz.wiki, è l'edizione in lingua araba egiziana dell'enciclopedia online Wikipedia.

## Storia
È stata aperta il 24 novembre 2008.

## Statistiche
La Wikipedia in arabo egiziano ha 1 628 039 voci, 2 159 650 pagine, 264 311 utenti registrati di cui 169 attivi, 7 amministratori e una "profondità" (depth) di 0.6 (al 9 luglio 2025).
È l'undicesima Wikipedia per numero di voci ma, come "profondità", è la 72ª (penultima) tra quelle con più di 100 000 voci (al 14 ottobre 2024).

## Cronologia
- 31 gennaio 2009 – supera le 1000 voci
- 5 marzo 2013 – supera le 10 000 voci
- 6 gennaio 2020 – supera le 50 000 voci ed è la 94ª Wikipedia per numero di voci
- 1º febbraio 2020 – supera le 100 000 voci ed è la 66ª Wikipedia per numero di voci
- 2 marzo 2020 – supera le 150 000 voci ed è la 54ª Wikipedia per numero di voci
- 18 marzo 2020 – supera le 200 000 voci ed è la 44ª Wikipedia per numero di voci
- 8 aprile 2020 – supera le 300 000 voci ed è la 33ª Wikipedia per numero di voci
- 26 aprile 2020 – supera le 400 000 voci ed è la 30ª Wikipedia per numero di voci
- 11 maggio 2020 – supera le 500 000 voci ed è la 23ª Wikipedia per numero di voci
- 8 giugno 2020 – supera le 600 000 voci ed è la 21ª Wikipedia per numero di voci
- 19 giugno 2020 – supera le 700 000 voci ed è la 19ª Wikipedia per numero di voci
- 27 giugno 2020 – supera le 800 000 voci ed è la 18ª Wikipedia per numero di voci
- 11 luglio 2020 – supera le 900 000 voci ed è la 18ª Wikipedia per numero di voci
- 28 luglio 2020 – supera 1 000 000 di voci ed è la 18ª Wikipedia per numero di voci
- 26 dicembre 2021 – supera 1 500 000 di voci ed è l'11ª Wikipedia per numero di voci
- 27 dicembre 2021 – supera l'edizione in polacco e diventa la decima Wikipedia per numero di voci
- 1º agosto 2024 – viene risuperata dall'edizione in polacco ed esce dalla top ten.